# Harald Strømme
Harald Strømme, född 1962, är en norsk affärsman och direktör.
Strømme har en bakgrund som journalist på Verdens Gang. Från 1992 hade han ledande positioner på den då nystartade TV-kanalen TV 2. Senare kom han till Kunnskapsforlaget för att försöka implementera en digital strategi. Han var också en av initiativtagarna till reklampriset Gullfisken 1992. I några år var han partner i konsultbyrån Ikaros.
Från 2001 var han partner och daglig ledare i Try Reklamebyrå.
Strømme blev chef för TVNorge den 1 april 2009 när han tog över uppgiften från Morten Aass. Han fick ganska snart ta beslutet att lägga ner kanalens nyhetsprogram Aktuelt.
När dåvarande vd för Discovery Networks Sweden Jonas Sjögren lämnade företaget blev Strømme även vd för den svenska verksamheten. I februari 2017 meddelades det att han lämnade Discovery efter konflikt med ägarna.
Efter att ha lämnat Discovery satsade Strømme på e-sport genom att grunda företaget Good Game AS i mars 2018.